# Шавране
Шавране је насељено место града Крушевца у Расинском округу. Према попису из 2022. било је 587 становника (према попису из 1991. било је 689 становника).

## Демографија
У насељу Шавране живи 564 пунолетна становника, а просечна старост становништва износи 40,7 година (40,4 код мушкараца и 41,0 код жена). У насељу има 198 домаћинстава, а просечан број чланова по домаћинству је 3,57.
Ово насеље је великим делом насељено Србима (према попису из 2002. године).
|  |

| Демографија | Демографија | Демографија |
| Година      | Становника  | Становника  |
| ----------- | ----------- | ----------- |
| 1948.       | 686         |             |
| 1953.       | 748         |             |
| 1961.       | 734         |             |
| 1971.       | 714         |             |
| 1981.       | 734         |             |
| 1991.       | 689         | 681         |
| 2002.       | 706         | 743         |

| Етнички састав према попису из 2002.‍ | Етнички састав према попису из 2002.‍ | Етнички састав према попису из 2002.‍ | Етнички састав према попису из 2002.‍ | Етнички састав према попису из 2002.‍ |
| ------------------------------------ | ------------------------------------ | ------------------------------------ | ------------------------------------ | ------------------------------------ |
|                                      |                                      |                                      |                                      |                                      |
| Срби                                 | Срби                                 |                                      | 699                                  | 99,00%                               |
| Хрвати                               | Хрвати                               |                                      | 1                                    | 0,14%                                |
| Македонци                            | Македонци                            |                                      | 1                                    | 0,14%                                |
| непознато                            | непознато                            |                                      | 5                                    | 0,70%                                |

| Година пописа     | 1948. | 1953. | 1961. | 1971. | 1981. | 1991. | 2002. |
| ----------------- | ----- | ----- | ----- | ----- | ----- | ----- | ----- |
| Број домаћинстава | 135   | 148   | 160   | 174   | 187   | 165   | 198   |

| Број чланова      | 1  | 2  | 3  | 4  | 5  | 6  | 7  | 8 | 9 | 10 и више | Просек |
| ----------------- | -- | -- | -- | -- | -- | -- | -- | - | - | --------- | ------ |
| Број домаћинстава | 28 | 50 | 20 | 37 | 30 | 19 | 11 | 1 | 0 | 2         | 3,57   |

| Пол    | Укупно | Неожењен/Неудата | Ожењен/Удата | Удовац/Удовица | Разведен/Разведена | Непознато |
| ------ | ------ | ---------------- | ------------ | -------------- | ------------------ | --------- |
| Мушки  | 297    | 66               | 196          | 21             | 9                  | 5         |
| Женски | 298    | 46               | 194          | 50             | 1                  | 7         |
| УКУПНО | 595    | 112              | 390          | 71             | 10                 | 12        |

| Пол    | Укупно                    | Пољопривреда, лов и шумарство | Рибарство                            | Вађење руде и камена | Прерађивачка индустрија       |
| ------ | ------------------------- | ----------------------------- | ------------------------------------ | -------------------- | ----------------------------- |
| Мушки  | 156                       | 15                            | 0                                    | 0                    | 75                            |
| Женски | 90                        | 31                            | 0                                    | 0                    | 24                            |
| УКУПНО | 246                       | 46                            | 0                                    | 0                    | 99                            |
| Пол    | Производња и снабдевање   | Грађевинарство                | Трговина                             | Хотели и ресторани   | Саобраћај, складиштење и везе |
| Мушки  | 3                         | 8                             | 32                                   | 5                    | 5                             |
| Женски | 0                         | 0                             | 18                                   | 3                    | 0                             |
| УКУПНО | 3                         | 8                             | 50                                   | 8                    | 5                             |
| Пол    | Финансијско посредовање   | Некретнине                    | Државна управа и одбрана             | Образовање           | Здравствени и социјални рад   |
| Мушки  | 0                         | 0                             | 5                                    | 1                    | 1                             |
| Женски | 1                         | 0                             | 2                                    | 8                    | 3                             |
| УКУПНО | 1                         | 0                             | 7                                    | 9                    | 4                             |
| Пол    | Остале услужне активности | Приватна домаћинства          | Екстериторијалне организације и тела | Непознато            | Непознато                     |
| Мушки  | 1                         | 0                             | 0                                    | 5                    | 5                             |
| Женски | 0                         | 0                             | 0                                    | 0                    | 0                             |
| УКУПНО | 1                         | 0                             | 0                                    | 5                    | 5                             |